# Tyršův dub
Tyršův dub je památný strom ve vsi Předslav severovýchodně od Klatov. Přibližně třistapadesátiletý  dub letní (Quercus robur) roste ve vsi u rybníčku a pojmenovaný je po Miroslavu Tyršovi. Obvod jeho kmene měří 591 cm a koruna stromu dosahuje do výšky 31 m (měření 2004). Dub je chráněn od roku 1992 pro svůj vzrůst a věk.